# Vår gemensamme vän
Vår gemensamme vän (original: Our Mutual Friend), är en roman av Charles Dickens. Den publicerades ursprungligen 1864-1865.

## Handling
Då John Harmon den äldre avlidit övergår hans arv till hans godmodiga förman, Noddy Boffin. Boffin anställer John Rokesmith som sin sekreterare, men det tar inte lång tid för honom att inse att Rokesmith är den vuxna versionen av en pojke han kände för många år sedan. Han låtsas dock inte om att han vet, istället tar han dit Bella Wilford, vilken Rokesmith blir förälskad i.

## Huvudkaraktärer
- John Harmon, arvtagare till sin fars förmögenhet.
- Bella Wilfer, född i fattigdom men hoppas på att gifta sig till förmögenhet.
- Nicodemus "Noddy" Boffin, blir nyrik när John Harmon den äldres arv delas ut. Han är analfabet, men vill väldigt gärna passa in i bilden av en rik man och anlitar därför Silas Wegg för att läsa för honom, i hopp om att kunna tillägna sig mer intelligens och världsvana.
- Mrs Henrietta Boffin, Noddy Boffins hustru.
- Lizzie Hexam, den vackra och goda dottern till färjkarlen Gaffer Hexam och syster till Charley Hexam.
- Charley Hexam, son till Jesse "Gaffer" Hexam och bror till Lizzie Hexam.
- Mortimer Lightwood, en advokat som är en bekant till Veneerings och vän med Eugene Wrayburn.
- Eugene Wrayburn, advokat, romanens andra hjälte. Han är god vän med Mortimer Lightwood och involverad i en kärlekstriangel med Lizzie Hexam och Bradley Headstone.
- Jenny Wren, vän med Lizzie Hexam.
- Mr Riah, en judisk man som sköter Mr Fledgebys pengalåningsverksamhet. Han ser efter och hjälper Lizzie Hexam och Jenny Wren när ingen annan gör det.
- Bradley Headstone, labil rektor som blir kär i Lizzie och är redo att göra vad som helst för att erövra henne.
- Silas Wegg, är ballad-säljare med ett träben. Han är en "social parasit", anställd för att läsa för makarna Boffin och lära Mr Boffin att läsa, trots att han inte är helt läskunnig själv.
- Mr Venus, en konservator, kär i Pleasant Riderhood.
- Mr Alfred Lammle, gift med Sophronia Lammle.
- Mrs Sophronia Lammle, gift med Alfred Lammle.
- Georgiana Podsnap, dotter till Mr och Mrs Podsnap, lever ett väldigt skyddat liv, är blyg, tillitsfull och naiv. På grund av detta utnyttjas hon av mer manipulativa överklasskaraktärer, som Fledgeby och Lammles, som planerar att "bli vän med" henne och ta hennes pengar. Hon uppvaktas av Fledgeby.
- Mr Fledgeby, kallas Fascination Fledgeby och är en vän till Lammles. Han äger Riahs pengalåningsverksamhet och är girig, korrupt och tjänar sina pengar genom spekulation.
- Roger "Rogue" Riderhood, "Gaffer" Hexams partner, tills Gaffer avvisar honom när han är döms för stöld.
- Reginald "Rumty" Wilfer, Bella Wilfers far, är mild, oskuldsfull och vänlig, trots sin gnälliga fru och dotter och sitt otacksamma arbete.

## Filmatiseringar
- 1911 - Eugene Wrayburn, stumfilm med Darwin Karr i huvudrollen.
- 1921 - Vor Faelles Ven (Our Mutual Friend) dansk stumfilm i regi av Ake Sandberg.
- 1958 - Our Mutual Friend, Tv-serie av BBC.
- 1976 - Our Mutual Friend, Tv-serie av BBC i regi av Peter Hammond, med bland andra Jane Seymour och Leo McKern.
- 1998 - Vår gemensamme vän, Tv-serie av BBC med bland andra Steven Mackintosh och Anna Friel.